# Landolfo II di Capua
Landolfo II di Capua (825 circa – 879) è stato un vescovo longobardo, vescovo di Capua dall'843 e conte di Capua dall'863 fino alla morte.

## Biografia
Era il più giovane dei quattro figli di Landolfo I di Capua, che fu prima gastaldo e poi conte di Capua. Essendo il più giovane fu avviato alla carriera ecclesiastica. Alla morte del padre, nell'843, succedette il fratello maggiore, Landone.
Alla morte del vescovo di Capua Paolino, Landone fece eleggere Landolfo vescovo della città. Landone morì nell'861 e il giovane figlio, Landone II fu deposto pochi mesi dopo da un altro fratello di Landolfo, Pandone il Rapace. Pandone morì poco dopo (862 o 863) e si aprì una crisi per la successione. Il figlio di Pandone, Pandenolfo fu espulso da Landolfo che prese il trono di Capua nell'863. Tuttavia altri rami della famiglia rifiutarono di riconoscere l'usurpazione e cominciarono a impadronirsi di gran parte della contea per sé, lasciando a Landolfo II solo il controllo della città di Capua vera e propria. Isolato, Landolfo II invitò mercenari saraceni a devastare le terre dei suoi familiari, una mossa che allarmò molto i suoi vicini (incluso il papa).
Nell'866, il deposto Pandenolfo fece appello all'imperatore Ludovico II, in visita a Monte Cassino, per agire contro suo zio. L'imperatore assediò prontamente Capua e spogliò del trono Landolfo II, ma invece di restaurare Pandenolfo, decise di passare la contea di Capua al marchese Lamberto I di Spoleto. Questo accordo non durò a lungo. Nell'871, Lamberto fu coinvolto in una ribellione contro Luigi II orchestrata da Adelchi di Benevento. In seguito, Luigi II depose Lamberto e restaurò Landolfo II come conte di Capua. Come condizione, Landolfo II giurò di liberare la contea dai Saraceni.
Alla morte di Luigi (875), che aveva costretto con severità alla pace i cristiani del Mezzogiorno, Landolfo II si alleò con i Saraceni, ma nell'877, papa Giovanni VIII lo convinse ad allearsi con il papato contro i musulmani. Trascorse i successivi anni a difendere la costiera amalfitana con la sua marina in cambio di tributo.

## Morte ed eredità
Landolfo II morì nell'879, conte indiscusso di Capua, e scoppiò di nuovo una crisi di successione tra i suoi nipoti Landone II (figlio di Landone I), Pandenolfo (figlio di Pandone) e Landone III che era figlio di Landenolfo di Teano, a sua volta figlio di Landolfo I.
Nella cronaca di Erchemperto, suo contemporaneo, Landolfo II di Capua è il capo cattivo, ritratto come una persona che si dilettava con il misticismo e con la magia nera, alleato dei saraceni e nemico della cristianità.

## Nell'arte
Il ritratto di Landolfo II di Erchemperto fu l'ispirazione per il personaggio del malvagio duca e mago Klingsor (Clinschor) nell'epopea medievale di Wolfram von Eschenbach, Parzival. L'epopea di Eschenbach fu successivamente tradotta nella famosa opera del XIX secolo Parsifal di Richard Wagner.